# Ốc cối
Conus là một chi ốc biển có kích thước đa dạng, là động vật thân mềm chân bụng sống ở biển, săn mồi trong họ Conidae, họ ốc cối.
Tất cả các loài thuộc chi Conus là loài săn mồi và có nọc độc. Chúng có khả năng"đốt"con người, do vậy khi cầm chúng phải hết sức cẩn thận. Bị con nhỏ đốt thì vết đốt có thể như vết ông chích nhưng nếu bị con lớn đốt thì có thể nghiêm trọng, thậm chí gây tử vong cho con người.
Về mặt địa chất, chi này được biết đến từ Eocene (Holocene) thời gian gần đây. Conus ốc chủ yếu là nhiệt đới trong phân phối. Chúng là các loài có nọc độc với mức độ khác nhau. Các loài nguy hiểm nhất săn cá bằng cách sử dụng hàm răng giống như lao móc và một tuyến độc. Những con khác săn và ăn sâu biển hoặc các động vật thân mềm.
Conus có vỏ hình nón. Nhiều loài có khuôn mẫu đầy màu sắc trên bề mặt vỏ.
Nọc đọc của các loài trong chi này cho thấy nhiều hứa hẹn như là một nguồn dược chất mới quan trong.

## Các loài
- Danh sách các loài ốc cối

## Hình ảnh

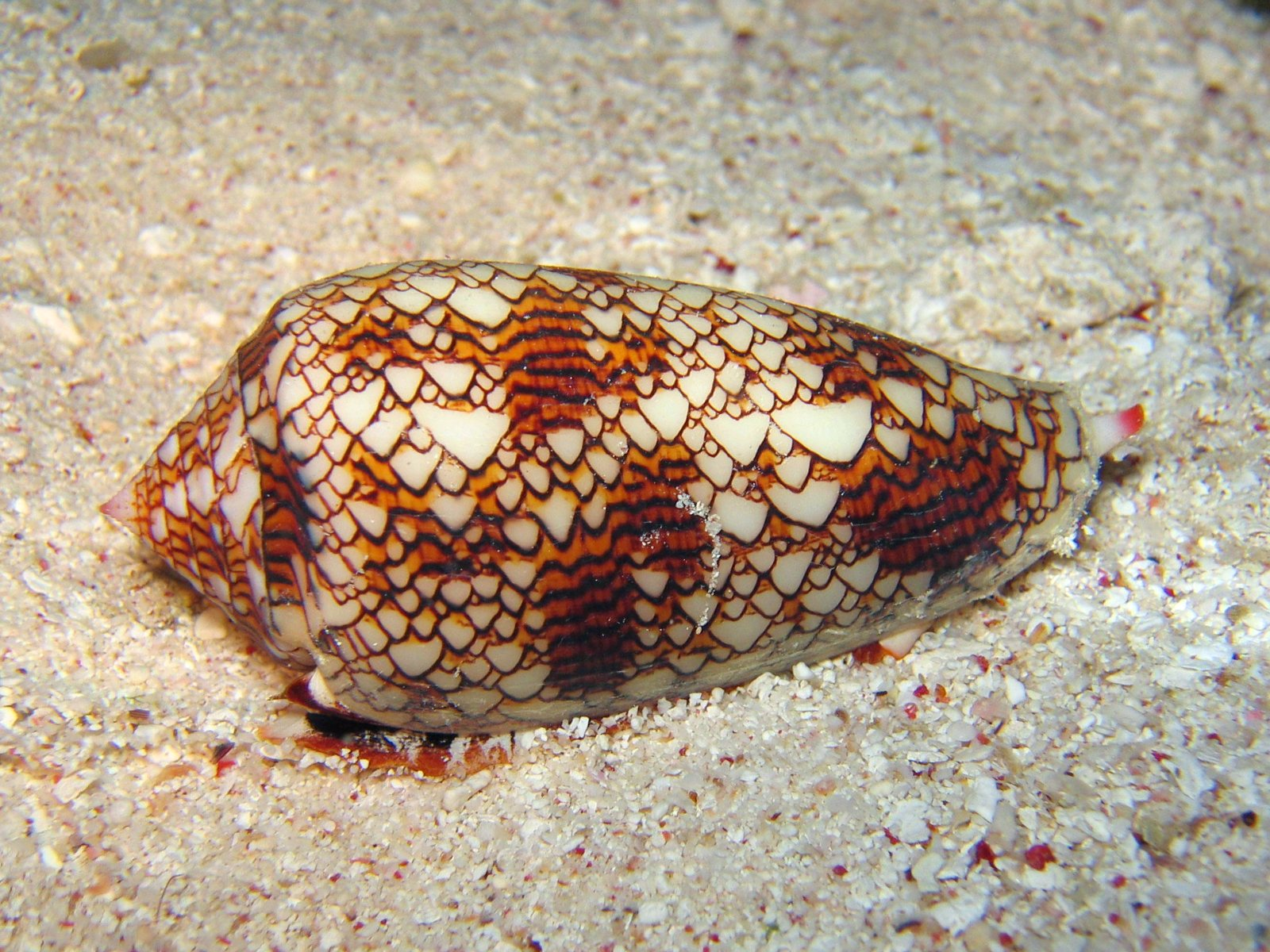
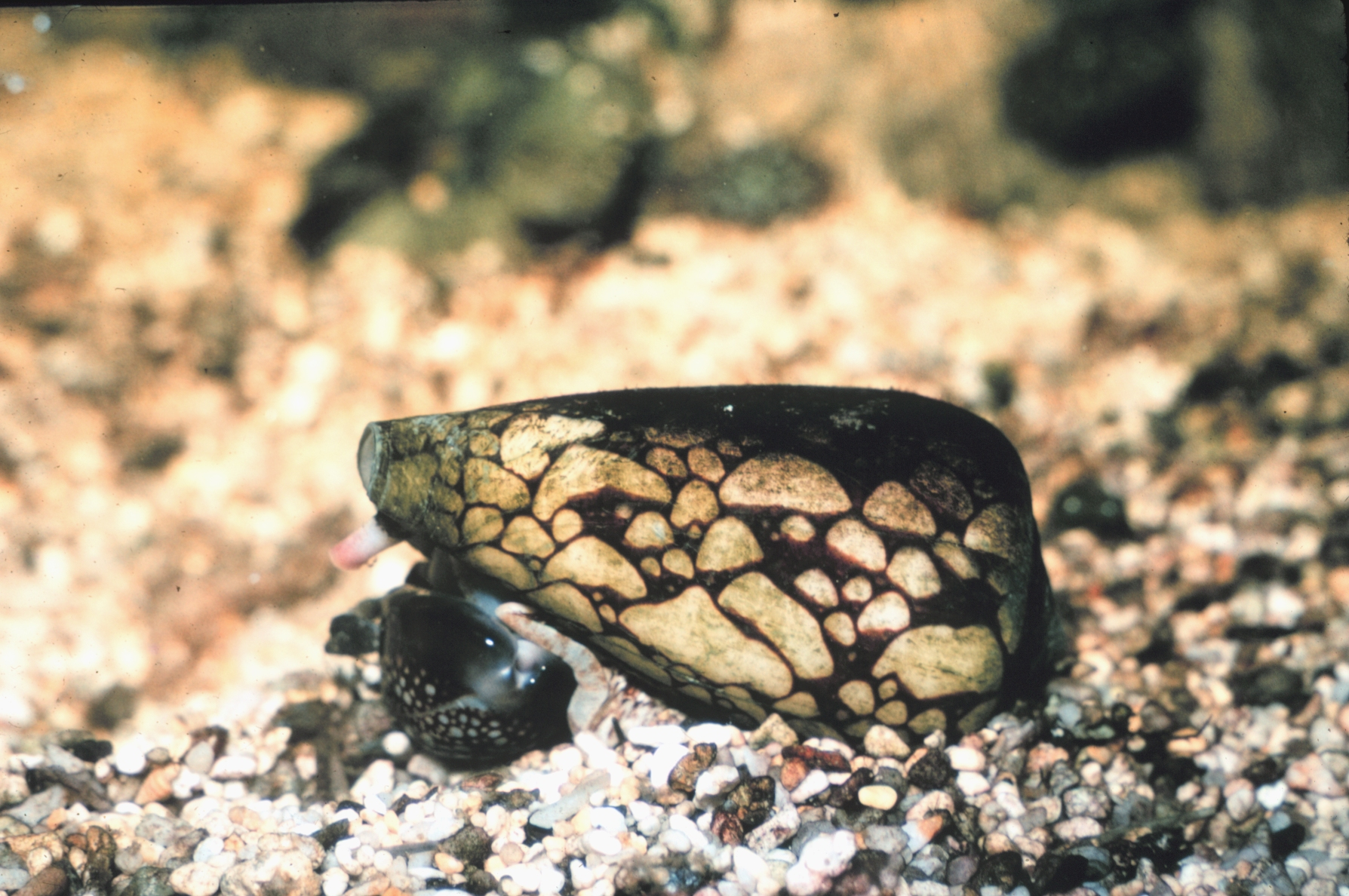
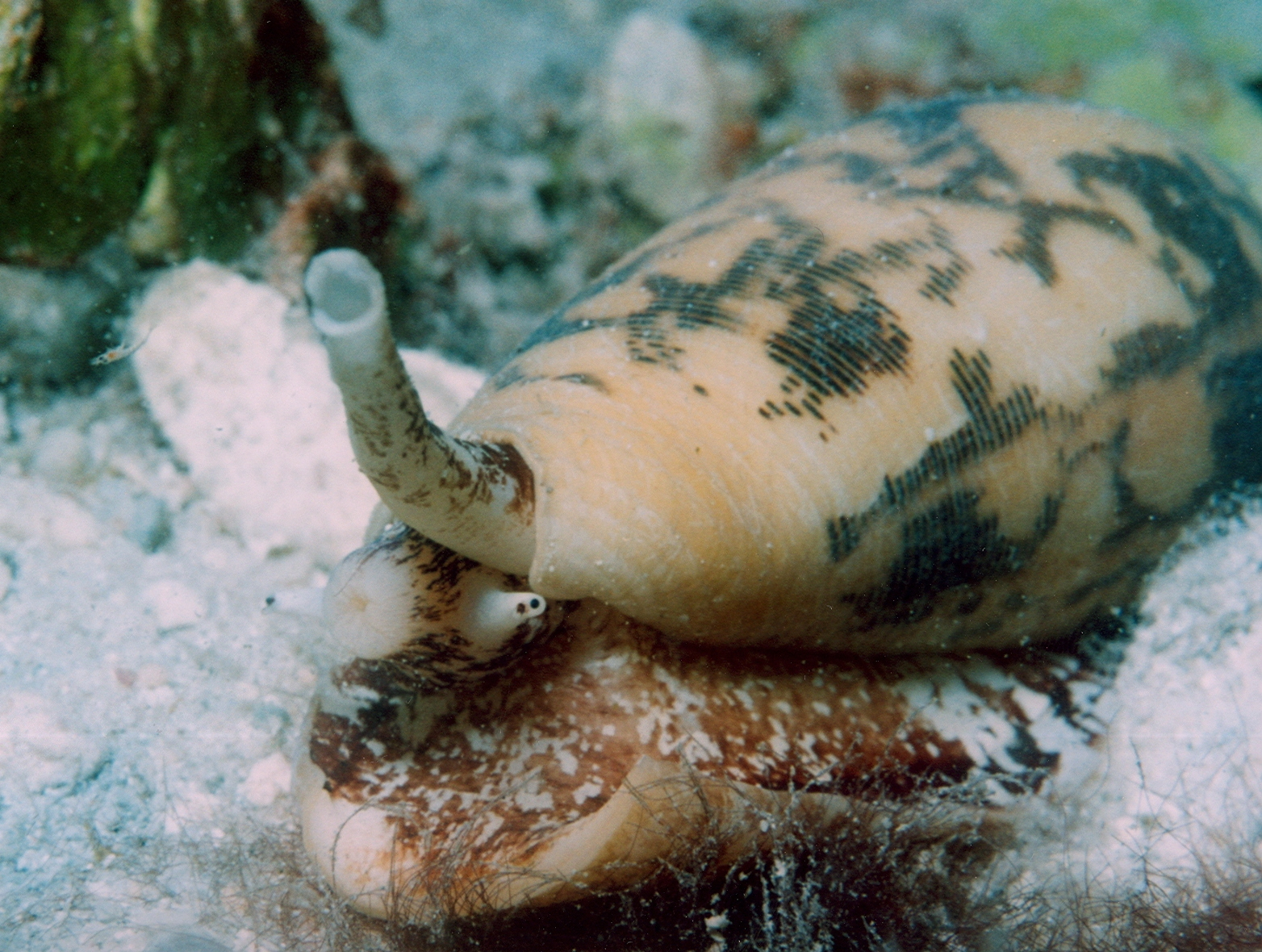
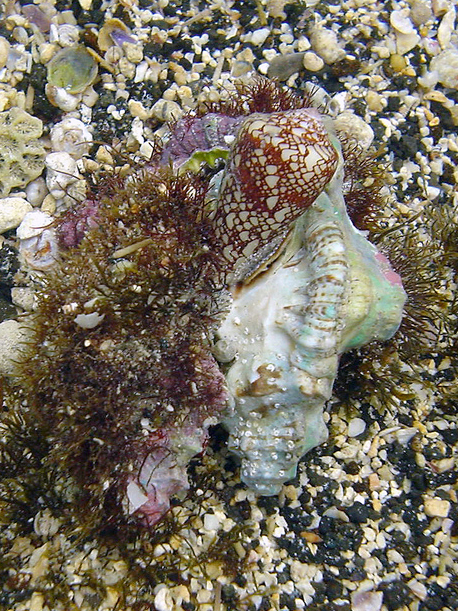
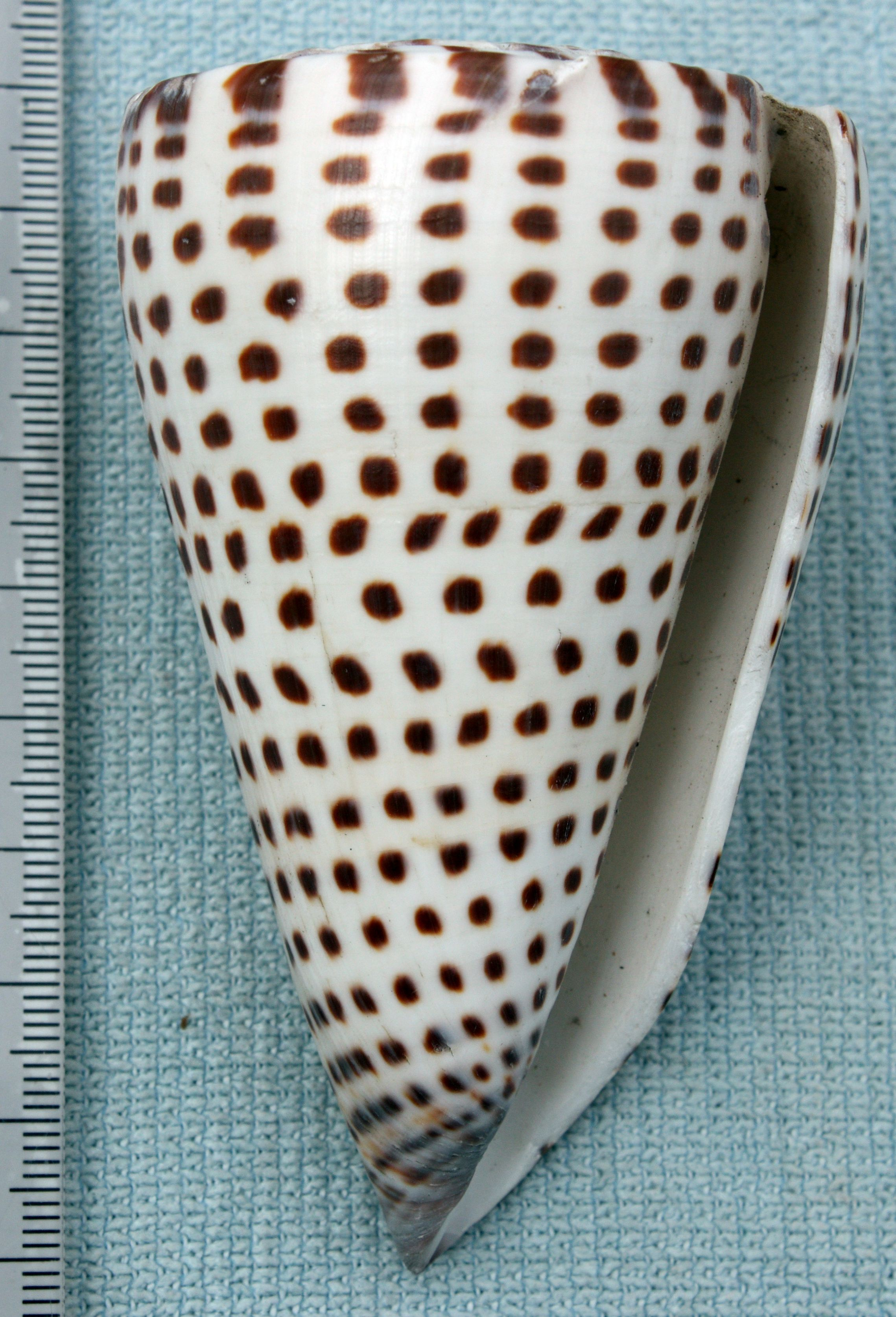
Conus litteratus